# 怒首領蜂 大復活
『怒首領蜂 大復活』（どどんぱちだいふっかつ、英題：DoDonPachi Resurrection）は2008年5月稼働開始のアーケードゲーム。開発元はケイブ、総発売元はエイエムアイ。

## ストーリー
前作『怒首領蜂 大往生』の戦いから6年後のある日、月の首領蜂隊本部は時空の微細な乱れを感知。その原因は過去への大量の物質移送によるものであり、更にその送り主のパーソナルコードは、6年前の戦いの末に暴走し廃棄されたはずのエレメントドール「エクスイ」のものであった。歴史の改竄を目論むエクスイと、それを阻止せんとする首領蜂軍との戦いが、2008年5月の日本を舞台に繰り広げられる。

## 概要
キャッチコピーは「大往生したのに大復活。」。怒首領蜂シリーズは前作の『怒首領蜂 大往生』を最終作として完結したはずのシリーズであり、本作の登場に際してはまさかの続編登場であることを強調したプロモーションが行われていた。
システムは『大往生』を概ね継承しており、弾幕にはシリーズ作品のオマージュを感じさせるものが散見されるものの、敵の攻撃を激化させ、その弾幕を自機の弾幕で相殺する「ハイパーカウンター」や、敵機の発するレーザーを自機のレーザーで押し返す「カウンターレーザー」など、弾を防御するための新システムを追加しており、作風は従来のシリーズとは大きく異なる。
敵ボスキャラクターは、巨大兵器への変形能力を持つ巨大メカ少女「エレメントドーター」。これらのデザインに緒方剛志を採用している。音楽は並木学、千葉梓、工藤吉三が担当。また、プロモーション用テーマソングとして「どどんぱち 大音頭」が作曲されており、イベントではこの曲を使用してのケイブ社員による宴会騒ぎのようなプロモーションを繰り広げていた。

### Ver.1.5
2008年6月24日にリリースされた修正バージョン。主な変更点は以下の通り。
- スコア上限を二桁引き上げ、「10兆-1点」に変更（Ver.1では1周目の4～5面でカウンターストップが可能であった）。
- ボムアイテムを取得すると最大数まで補充されていた不具合を修正。
- Ver1の隠し自機タイプ1種類を最初から選択できるように変更。
- 敵の攻撃を受けるとボムを自動使用する「オートボム機能」を標準装備（Ver.1ではパワースタイルのNORMALモードでのみ発動）。
- ゲームバランスの再調整。

## システム
操作方法
8方向レバーと4つのボタンを使用する。ボタンはショット（押しっぱなしでレーザー）、ボム、ショット連射、ハイパーカウンター。
ゲーム開始時の設定で、ショット連射とハイパーカウンターは入れ替えることができる（アーケード版のみ）。
自機
自機の選択は以下の3機種から1つを選択する。パワーアップアイテムは登場せず、常にフルパワー状態でプレイできる。
Do-NX-SF-25B　Struggle Fighter "Deltasword"
移動速度が速く前方集中型のショットを持つ、赤い戦闘機。
オプションは機体の前方で回転し（ボムスタイルのみ3体1セット、それ以外は2体1セットで配置）、ショットは常に前方に放つ。
Do-NX-AH-16B　Assault Helicopter "Biaxe"
赤と青の中間性能で移動方向にシフトするショットを持つ、緑のヘリコプター。
オプションは機体の横に配置し（ボムスタイルの3体目は機体後方）、ショットの発射方向が自機の左右移動に合わせて変化する。本作は全てのオプションが一斉に可動する様になり、移動先への火力が高く扱いやすい。
他機と比較すると、レーザーの威力が高い。
Ver1では初期状態では選択できず、隠しコマンド入力により解禁される隠し機体であった。Ver1.5では最初から選択可能になっている。
Do-NX-FB-72D　Fighting Bomber "Spearhead"
移動速度は遅いが広範囲のワイドショットを持つ、青い戦闘機。
オプションは自機の斜め後ろに配置し（ボムスタイルの3体目は機体前方）、斜め前方へショットを放つ。オプションの数が多いほど広範囲をカバーする。
他機と比較すると、レーザーの威力が低い。
ショットスタイル
自機タイプ選択後、以下の2つ（後に3つ）のスタイルから1つを選択する。
ボムスタイル
オプションは3体で、移動速度は普通。Bボタンでボムを使用できる（前作までのレーザーボムは無い）。スタート時の最大所持数は3個だが、ミスする毎に1個増え、最大6個まで持つことが出来る。
パワースタイル
「NORMAL」「BOOST」の2つのモードをボムボタンで切り替えることができる。
「NORMAL」モード中は、オプションが2体で移動速度が速い。
「BOOST」モード中は、オプションが4体で移動速度が遅い。ハイパーカウンターモード中に敵弾を相殺すると、ヒット数の代わりにハイパーカウンターゲージが増加。
本スタイルではボムを使用することはできない。アイテムを取得することでボムを1個だけ持つことが出来るが（初期ストックは0）、オートボム専用となる。
ストロングスタイル
コマンドで解禁される隠しスタイル（Ver.1、1.5両方で使用可）。「両スタイルの長所を併せ持つ」という触れ込みで、2008年10月15日から使用可能になった。
操作やボムの所持数など基本的事項はボムスタイルと同じだが、オプションが6体で火力が大幅にアップしている。
カウンターレーザー
本作では一部の敵がレーザーを撃ってくる。敵が撃つレーザーには弱レーザーと強レーザーの2種類が存在する。
レーザーは自機のレーザー、またはレーザー発射時に自機の周囲に発生するオーラで相殺することができる。ただし、強レーザーはパワースタイルBOOSTモード時のレーザーかストロングスタイルのレーザー、あるいはハイパーカウンターモード時のレーザーでなければ撃ち負けてしまう。
ハイパーカウンターモード
敵を倒すかレーザーを的に当てると画面上部のハイパーカウンターゲージが溜まる。ゲージが最大の時にハイパーカウンターボタンを押すとハイパーカウンターモードを発動できる。
ハイパーカウンターモード発動中は一定時間自機のショット・レーザーに加えて敵の攻撃も強化されると共に、自機のショットで敵の通常弾を相殺できるようになる。ただし、1ステージ中に何度も使用すると、相殺効果は減衰してゆく。また、一定量の弾を相殺すると、自機狙いのレーザーを発射するお邪魔キャラ「ジクウコウ」が出現するようになる。
ハイパーカウンターモード発動時と終了時にはわずかな無敵時間がある。加えて、ハイパーカウンターモード終了時には敵弾とジクウコウが消滅する。
ボム
ボムボタンでボムストック1つを消費して発動する。長い無敵時間があり、画面内の敵に大ダメージを与える。パワースタイルでは使用できない。
ボムストックはボムアイテムを取得すると増える。Ver.1.5では一つ増えるだけだが、Ver.1ではボムストック上限まで回復していた。また、ボムストックの上限はゲーム開始時は3、ミスをするたび1ずつ6まで増える。
オートボム
Ver.1.5からのシステム。
ボムストックが1つ以上ある状態で被弾すると、ミスとなる代わりにオートボムが自動発動する。通常のボムとの違いは、無敵時間が非常に短い点と敵に与えるダメージがほとんど無いという点である。
実質ボムの数だけ被弾してもミスにはならないため、ボムの数だけ残機があると考えることもできる。
パワースタイルの場合、「NORMAL」モードでのオートボムは通常のボムと同じになる。このオートボムはVer.1からあった。
コンボボーナス
敵を破壊してから画面上部にあるコンボゲージが0になる前に連続で敵を破壊すると、ヒット数が上昇し、ボーナス点に敵の得点が上乗せされて加算される。コンボゲージは敵を破壊すると増えるほか、敵にレーザーを当て続けると0にならない。
システムとしては前作とほぼ同じだが、ハイパーカウンターゲージが最大の時とハイパーカウンターモード中以外は、コンボゲージが0になってもヒット数とボーナス点が徐々に減ってゆくだけで、どちらも直ちに0にはならない。また、星アイテムの得点がコンボボーナスに依存するようになったほか、ハイパーカウンターゲージが最大かつヒット数が一定以上だと、敵破壊時のヒット数とボーナス点の上昇に倍率がかかるようになった。
蜂アイテム
マップ上の特定の地点をレーザーで攻撃すると出現する隠しアイテム（レーザーを側面から当てた場合は判定されないので、着弾点を合わせるか下側でレーザーを撃ち始める必要がある）。
本作の蜂アイテムは一定周期でその色が緑色と金色の二色に変化する。緑色のときに獲得すればハイパーカウンターゲージが上昇し、金色のときに獲得すれば得点ボーナスが加算される。色が変化する際の白くなる瞬間に獲得した場合は両色の効果を得ることができる。

## ステージ構成
前作までと同じく、前半道中→中ボス→後半道中→ステージボスという流れでステージは進む。『大往生』とは異なり、弾数が多い分、弾速は遅い。
ステージボスは画面上に表示された体力が仕切りのように表示されたラインまで減るとボディの一部が爆発、破損し（爆発の演出のみで破損しないものもいる）、攻撃パターンが変化する。
ステージ1道中で一定の条件を満たすと、中ボスが『怒首領蜂』に登場したボスに変化。その後のステージ展開も分岐する（俗に「裏ルート」と呼ばれる）。「歴史の改竄」という本作のテーマに則った演出である。
| 面 | ステージタイトル                       | 解説 | 中ボス                                                        | 裏中ボス                                                                    | ステージボス |
| -- | -------------------------------------- | --- | ------------------------------------------------------------- | --------------------------------------------------------------------------- | --- |
| 1  | 西暦2008年東京                         | タンクや倉庫が並ぶ湾口地帯での戦闘。途中にあるタンク（大）の一部を中型戦車「キガク」が踏み潰す前にプレイヤー自らの手で破壊し、かつ中ボス前でハイパーカウンターゲージがMAXであれば、裏ルートへと分岐する。                                                                  | チューリップ                                                  | スザク08（『怒首領蜂』の1面ボス）                                           | エレメント・ドーター アイ（声：辻静香）                                                                          |
| 2  | 運命ノワカレミチ                       | 住宅地から始まり、公園を通る。 | バイン                                                        | センコウ（『怒首領蜂』の2面ボス）                                           | エレメント・ドーター ネクスィ（声：寺島涼）                                                                      |
| 3  | 輝く未来へ夜空に瞬く沢山の光           | 夜の市街地上空に浮かぶ、空母アガメムノンでの戦闘。途中にあるメインジェネレータをボム以外の方法でトドメを刺せば1UPが出現する。 | クウラ2008年モデル                                            | カコウ（『怒首領蜂』の3面ボス）                                             | エレメント・ドーター ぱふぇ☆（声：小笠原早紀）                                                                   |
| 4  | 翳（かげ）りゆく世界                   | 敵の本拠地を目指して進む。 | アイフェイク                                                  | ライコウ（『怒首領蜂』の4面ボス）                                           | エレメント・ドーター レイン（声：山口瑞）                                                                        |
| 5  | 『あの未来に続く為』だけ、の戦いだった | 敵の本拠地。ステージ中盤には破壊不能かつ接触判定があり、円陣形を組みながらそれぞれ大量の弾またはレーザーを発射する2種類のビット、「ティガリリ」が大量出現する本作を象徴する難関地帯がある。中ボスではないが、終盤には『怒首領蜂 大往生』の「ドガク」がゲスト出演している。 | 1：ぱふぇ☆シャドウG（グレート） 2：ぱふぇ☆シャドウA（エース） | 1：ランコウ（『怒首領蜂』の5面ボス） 2：リュウコウ（『怒首領蜂』の6面ボス） | エレメント・ドーター シューティ（声：浅倉弦希）                                                                  |
| 6  |                                        | 2周目限定。道中や中ボスは存在せず、ステージボスとの戦闘のみ。表2周目は1機との戦闘のみだが、裏2周目のみ、2機目である真のラスボスが出現。 | 無し                                                          | 無し                                                                        | 1：獄滅極戮至高兵器ゴールデン・ディザスター 2：]-[\|/34<#!（ヒバチ）3: _@-zv_@（ザツザ）（ブラックレーベルのみ） |

## 高難度の2周目
近年の作品では1周エンドの作品がほとんどだったが、『怒首領蜂』シリーズの本作にはシリーズ恒例の2周目が存在する。2周目突入の際には「ゴットヴィーン・ロンゲーナ大佐」（デザインは井上淳哉）が独特の口調で2周目に挑戦するか否かの選択を問うてくる。

さらに、本作では『ケツイ ～絆地獄たち～』と同じく裏2周目が存在する。裏2周目は大佐とそれに対する返答のセリフが通常の2周目から変化しており、更に難易度自体も上昇し真の最終ボスも出現する。
裏2周目限定の最終ボス「]-[|/34<#!」は前作の「緋蜂」を上回る激しい弾幕で攻撃をしてくるが、Ver1.0では安全地帯の発見により稼動1か月以内での破壊が確認された。Ver1.5でも第一回スコア集計でクリア達成者が登場している。

## ブラックレーベル
2010年1月にはバージョンアップ版の『怒首領蜂 大復活 ブラックレーベル』が発売されている。ブラックレーベルシリーズの第5作。通常版からの変更点は以下の通り。
烈怒システム
レーザーボタンとショットフルオートボタンを同時押しすると「烈怒モード」になり、移動速度がレーザーよりさらに低下し、自機からレーザー、オプションからショットを同時に発射することができる。中型機以上の耐久力のある敵を「烈怒モード」で倒す事により、倒した敵から発射された敵弾が消去され、ヒット数に加算される。
烈怒モード時は、画面上の「烈怒ゲージ」が増加する。ゲージが増加していくほど敵の攻撃が激しくなるが、ゲージをボムスタイル・パワースタイルは全体の3分の2以上、ストロングスタイルは全体の4分の3以上溜めてゲージの色が赤くなり、左側に「烈怒」の文字が表示される状態になるとハイパーカウンターゲージの増加速度が上昇するようになる。
難易度設定
本作は通常版と異なり1周エンドとなっているが、ストロングスタイルを選ぶことで、最初から通常版の2周目相当の高難度の状態でプレイすることができる。通常版の2周目専用隠しボスである「獄滅極戮至高兵器ゴールデン・ディザスター」と「]-[|/34<#!」は条件を満たす事で出現するようになっている。
またボムスタイル・パワースタイルではハイパーカウンターモードのお邪魔キャラ「ジクウコウ」が出現しない、ショットスタイルや条件によって5面の中盤で出現するビットの数が変化するといった違いもある。
オートボムのオンオフ（ゲージによる補充）・ハイパーカウンター兼用化
自機選択時にオートボム機能のオン・オフが可能になっている。オフにした場合、ハイパーカウンターゲージがMAXになるとボムが1つ補充される。さらに、ボムアイテムを使用してハイパーカウンターの発動が可能になり、ボムアイテムの分だけハイパーカウンターがストックや連続発動が可能になった。
また、ボム最大所持数の増加方法が「ボムストックが満タンの状態でボムアイテムを取得する」に変更されている。
蜂アイテム
黄色の蜂アイテムを取得すると画面上の敵弾を得点アイテムに変え、自動回収される機能と消した弾数がヒット数に加算される機能が追加。緑色の蜂を取得するとハイパーカウンターゲージが増加するのは通常版と同様だが、烈怒ゲージが赤い状態で取得すると増加量が大幅に上昇するようになっている。
ハイパーカウンター
烈怒ゲージが赤い状態で発動するとハイパーカウンターの効果時間が通常時と比べて短くなる。また、ハイパーカウンターモード中にハイパーカウンター発動ボタンを押す事でハイパーカウンターを強制的に解除して、弾消し効果と無敵時間を発生させる事ができる。
なお、ハイパーカウンター中にボムを発動した場合、通常版では即座にハイパーカウンターが解除となったが、ブラックレーベルでは残り時間が大幅に減少するものの、ハイパーカウンターそのものは解除されないようになっている。
BGM
全曲ブラックレーベル用に一新されている。作曲は通常版で担当した3人に加え、同じくベイシスケイプ所属の上倉紀行も担当している。
裏真ボス追加
複数の特定条件を満たすことで、「]-[|/34<#!」が赤く点滅する強化バージョンである「_@-zv_@」（ZatsuzaのLEET表記）が裏真ボスとして専用BGMとともに登場する。
本作のサウンドトラックに「Zatsuza」というBGMが収録されており、Zatsuzaはシーザー暗号で8文字進めるとHibachiとなることから、「]-[|/34<#!」を上回る更なる隠しボスの存在が噂されたが、目に見える形で存在を確認できる情報がなくプレイヤー間では半ば都市伝説になっていた。しかし、2010年冬に行われるケイブのイベントで販売されるオフィシャルDVDにおいて「_@-zv_@」の出現・撃破映像が収録される旨の予定が告知され、その存在が確かであることが明らかとなった。

## 移植版
- iOS 4.1（iPhone/iPod touch向け携帯アプリ） 2010年8月26日より配信開始

iPhone/iPod touch向けの携帯アプリへ、アーケード版『怒首領蜂 大復活 ver.1.5』と「iPhone MODE」を搭載して移植された。
「iPhone MODE」の新仕様として、行動によってどちらかに偏る「S.M.モード」のゲージシステムが実装。敵弾のカスリに特化したメナス（Mゲージ、威嚇の意）ではアイテム倍率とハイパーゲージが上昇、敵破壊に特化したスローター（Sゲージ、殺戮の意）ではショットとレーザーの威力が増し、破壊時に得点アイテムが出現する。
また、ハイパーカウンターの代わりに、画面上に現われるハンドルを回して発動、発射方向を変更可能な「ハイパーキャノン」が実装。発動時はSゲージが大きく増大する。
BGMも全ステージ前山田健一（ヒャダイン）と平田祥一郎による一新された新曲を収録などがある。またソーシャルゲームプラットフォームの「Open Feint」や「Game Center」などへも対応している。なお、2011年1月7日のver1.0.4への更新で「Game Center」へ対応したことから、本ソフトの起動の対応OSはiOS 4.1以降が対象となった。
ハードの仕様上、タッチパネルによるスライド操作でのプレイとなるが、ゲーム自体はストレス無く十分に遊べる仕上がりとなっている。またオプションで画面モードの選択や反転機能、ボタンレイアウトのカスタマイズも可能で、「PRACTICE MODE」やチュートリアルを搭載など初心者にも配慮。裏技には隠しボスである「]-[|/34<#! （ヒバチ）」を自機として使用可能や、ステージBGMを「どどんぱち大音頭」や「どどんぱち大音頭～チンチロリンMIX」に変更できるなどがある。
- Xbox 360（Ver1.5） 2010年11月25日

Xbox 360へ『怒首領蜂 大復活 Ver1.5』を移植。特殊ルールのアレンジモードを2つ収録している。下記の通り、ブラックレーベル版をダウンロードコンテンツとして追加可能なほか、初回特典でVer1.51（ケイブイベント限定バージョン）への変更も可能。
アレンジA
前作『大往生』の赤機体をパワースタイルで操作する。『大往生』のハイパーアイテムおよびゲージシステムが採用され、ゲージが溜まるとハイパーアイテムが出現する（ハイパーカウンター発動中の場合は、効果が切れるとゲージが溜まった分一斉に出現する。ハイパーカウンターを任意解除することで出現を調節可能）。ハイパーアイテムを5つまでストック可能であり、発動時に使用する個数に応じて攻撃効率を強化できるが、アイテムを取得しないとハイパーカウンターが発動できない。ハイパーカウンター時、NORMALモードで敵弾速度低下、BOOSTモードで消去（同時に得点アイテム化）が可能。BOOSTモード時は発動時間が非常に短くなり敵の攻撃が強化されるが、発動を重ねても消去能力が衰えない。敵も強化され、特に「]-[|/34<#!」は「_@-zv_@」並みに強化されており、さらに凶悪になっている。Ver.L表記となっており、上記の通りの機体と「大往生」のレイニャンをベースとしたストーリーとのつながりがある。
アレンジB
自分好みにステージ難易度や自機を強化・成長できるモード。1ステージプレイを繰り返し、撃破方法やアイテムの取得で敵がパワーアップしていく。
- Xbox 360（ブラックレーベル） 2011年2月3日

『怒首領蜂 大復活 ブラックレーベル』の移植版。パッケージ版とVer1.5移植版のダウンロードコンテンツ版の2つのバージョンが用意されており、パッケージ版のみ、各種を『ケツイ ～絆地獄たち～』風にアレンジしたアレンジモード（ケツイモード）を収録。
アレンジモード
上述の通り、『ケツイ ～絆地獄たち～』を組み込んだモード。このモードでは、オプション6機を連れたストロングスタイル風の「ティーゲルシュベルト」をオートボムなしで操作する。レーザーはロックショットとなっており、敵に近付くほど多くのオプションが素早くロックショットを放つ（距離が遠くても時間をかければ、全てのオプションがロックショットを放つ）。ボムはケツイと同じ仕様になっている。通常の得点アイテムのほかに、敵を破壊すると倍率チップが出現するようになっている。BGMはケツイのアレンジサウンドトラックに参加した「Virt」ことジェイク・カウフマン編曲によるもので、ケツイでの曲を当モード用にアレンジしたものが使用されている。また、真ボスがケツイに登場したエヴァッカニア・ドゥームに入れ替わっており、ケツイでの攻撃に『大復活』の攻撃を組み合わせたものになっている。なお、当モードもケツイと関連したストーリーとなっている。
- PC（Steam） 2016年10月14日より配信開始

『怒首領蜂 大復活 Ver1.5』および『怒首領蜂 大復活 ブラックレーベル』の移植版。上記Xbox 360版のパッケージ2本を1つに纏めた内容で、上記2作に収録されていた各アレンジモードやVer.1.51も収録されている。
- Nintendo Switch 2021年11月25日より配信開始

現地時間（太平洋時間）2021年6月15日に世界最大級のゲーム見本市であるE3 2021にて発表。移植はLIVE WAREが担当。